# Йохан Ернст Еренрайх фон Вурмбранд-Щупах
Йохан Ернст Еренрайх фон Вурмбранд-Щупах (на немски: Johann Ernst Ehrenreich Graf von Wurmbrand-Stuppach; * 1606; † 22 януари 1691, замък Щайерсберг (днес във Варт), Долна Австрия) е фрайхер, от 1682 г. граф от знатната австрийска благородническа фамилия Вурмбранд-Щупах в Долна Австрия.

## Произход и титла
Той е син на фрайхер Еренрайх Стари Вурмбранд фрайхер на Щупах († 1620) и съпругата му Доротея Цвикл († 1635, Виена), дъщеря на фрайхер Кристоф Цвикл фон Вайер-Хайнсфелд-Фридау и Геновева Гайер фон Гайерсберг (* ок. 1540). Внук е на фрайхер Матиас Стари Вурмбранд в Щупах, Залодер, Заксенбрун и Клам († 1584) и Сибила фон Цьобинг († 1603).
През 1600 г. баща му Еренрайх купува замък Щайерсберг във Варт и го престроява и укрепва. През 1683 г. турците не успяват да го превземат. През 1607 г. той купува и замък Щикелберг.
Йохан Ернст Еренрайх е издигнат на граф на 21 март 1682 г.
- Дворецът Щупах, Долна Австрия
- Замъкът Щайерсберг (Варт)

## Фамилия
Йохан Ернст Еренрайх се жени на 22 април 1635 г. за Йохана Евстахия фон Алтхан († между 24 октомври 1676 и 4 февруари 1677, Щайерсберг), дъщеря на фрайхер Баптист фон Алтхан (1568 – 1629) и Анна фон Траутмансдорф († 1610). Те имат 22 деца, от които порастват:
- Доротея Вурмбранд (* 15 януари 1636, Винер Нойщат; † сл. 24 октомври 1676), неомъжена
- Йохан Евстахиус фон Вурмбранд-Щупах (* 6 май 1642; † 12 април 1684), граф, женен на 19 януари 1669 г. за Елизабет Шпайдл (* 2 февруари 1647; † 12 юни 1708); родители на дванадесет деца, от тях на:
  - Йохан Йозеф Вилхелм фон Вурмбранд-Щупах (* 18 февруари 1670; † 17 декември 1750), граф
- Анна Магдалена (* ок. 1648; † сл. 24 октомври 1676), омъжена на 18 май 1670 г. за фрайхер Йохан Кристоф фон Виндиш-Грец († сл. 19 ноември 1682)
- Мария Катарина фон Вурмбранд (* 1649; † 24 февруари 1725), омъжена I. на 26 октомври 1680 г. за Георг Хектор Зигфрид фон Корнфайл и Вайнфелден († 1684), II. на 31 март 1688 г. за граф Готхард Квинтин фон Татенбах, фрайхер цу Гановиц